# Julie Allemand
Julie Allemand (* 7. Juli 1996 in Lüttich) ist eine belgische Basketballspielerin.

## Werdegang
Allemand wurde beim BC Alleur ausgebildet. Da es keine Mädchenspielgruppe gab, spielte sie zunächst in einer Jungenmannschaft. 2011 wechselte sie zu Point Chaud Sprimont, damit gelang ihr der Sprung in die erste Liga Belgiens. Mit Castors Braine wurde sie 2015 und 2017 jeweils belgische Meisterin und Pokalsiegerin. 2015 erreichte sie mit dem Verein das Endspiel des Eurocups.
Im Juni 2017 gab der französische Erstligist Lyon ASVEL Féminin die Verpflichtung der belgischen Aufbauspielerin bekannt. 2018 wurde sie mit Belgien Weltmeisterschaftsvierte. 2019 gewann sie mit Lyon die französische Meisterschaft. Außerhalb des Spielbetriebs in Europa spielte sie im Sommer 2020 bei Indiana Fever in der US-Liga WNBA. In der Saison 2020/21 stand Allemand in Diensten des französischen Erstligisten Basket Lattes Montpellier. Mit Montpellier gewann sie 2021 den französischen Pokalwettbewerb und wurde als beste Spielerin des Endspiels ausgezeichnet.
Nachdem sie bei der EM 2021 mit Belgien Bronze gewonnen hatte, wurde sie in die Aufstellung der fünf besten Spielerinnen des Turniers berufen. Allemand kehrte zur Saison 2021/22 nach Lyon zurück. In der Sommersaison 2022 verstärkte sie in der WNBA die Chicago Sky. 2023 gewann sie mit Lyon den europäischen Vereinswettbewerb Eurocup, verpasste die beiden Endspiele jedoch wegen einer Verletzung. Im Mai 2023 wurde sie französische Meisterin und im Juni 2023 mit Belgien Europameisterin. Allemand wurde in die Auswahl der fünf besten Spielerinnen des Turniers gewählt. Im Laufe der EM erreichte sie einen Durchschnitt von 8,6 Korbvorlagen je Spiel, was eine neue Bestmarke für eine Europameisterschaft bedeutete.
Aufgrund einer Verletzung musste sie kurz vor dem Beginn der Olympischen Sommerspiele 2024 ihre Teilnahme an der Veranstaltung absagen. Zur Saison 2024/25 wechselte die Belgierin zu Fenerbahçe Istanbul. Ende Juni 2025 gewann Allemand mit Belgien zum zweiten Mal die Europameisterschaft, sie wurde in die Auswahl der besten fünf Spielerinnen des Turniers berufen.